# Краљевска канадска коњичка полиција
Краљевска канадска коњичка полиција (енгл. Royal Canadian Mounted Police, фр. Gendarmerie royale du Canada) такођ познати као Маунтис (Mounties), је савезна и државна полицијска служба Канаде, која обезбеђује спровођење закона на савезном нивоу. Краљевска канадска коњичка полиција такође обезбеђује покрајинску полицију у осам канадских провинција (све осим Онтарија и Квебека) и локалну полицију на основу уговора на три територије (Северозападне територије, Нунавут и Јукон) и више од 150 општина, 600 домородачких заједница и три међународни аеродрома. Краљевска канадска коњичка полиција не пружа активну покрајинску или општинску полицију у Онтарију или Квебеку. Међутим, сви чланови Краљевске канадске коњичке полиције имају јурисдикцију као мировни официр у свим провинцијама и територијама Канаде. Упркос имену, Краљевска канадска коњичка полиција више није стварна коњичка полицијска служба, а коњи се користе само на церемонијалним догађајима.
Као канадска национална полицијска служба, Краљевска канадска коњичка полиција је првенствено одговорна за спровођење савезних закона широм Канаде, док је општи закон и ред, укључујући спровођење Кривичног законика и применљивих покрајинских закона, уставна одговорност провинција и територија. Већи градови могу формирати своје полицијске управе.
Две најмногољудније провинције, Онтарио и Квебек, имају покрајинске снаге: Покрајинску полицију Онтарија (Ontario Provincial Police) и Безбедност Квебека (Sûreté du Québec). Осталих осам провинција преузимају полицијске одговорности заједно са Краљевском канадском коњичко полицијом, који обезбеђује полицију на првој линији у тим провинцијама под управом покрајинских влада. Када се Њуфаундленд придружио конфедерацији 1949. године, АрСиЕмПи је ушао у провинцију и апсорбовао Њуфаундлендске ренџерске снаге, које су патролирале већином руралних подручја Њуфаундленда. Краљевска полиција Њуфаундленда патролира градским подручјима покрајине. На територијама, АрСиЕмПи је једина територијална полиција. Многе општине широм Канаде склапају уговор са АрСиЕмПиом. Дакле, АрСиЕмПи политика на савезном, покрајинском и општинском нивоу. У неким областима Канаде, то је једина полиција.
АрСиЕмПи је одговоран за већи део опште безбедности и полиције у Канади. Полиција АрСиЕмПиа широм Канаде, укључујући Онтарио и Квебек (иако тамо у мањим размерама) је под њиховим савезним мандатом. Федералне операције укључују: „Спровођење савезних закона укључујући привредни криминал, фалсификовање, трговину дрогом, интегритет границе (искључујући одговорности за контролу границе које обавља Канадска гранична служба), организовани криминал и друга сродна питања, пружање борбе против тероризма и унутрашње безбедности, пружање услуга заштите канадског монарха, генералног гувернера, премијера, њихових породица и резиденција и других министара Круне, гостујућих достојанственика и дипломатских мисија и учешће у различитим међународним полицијским акцијама”.
Према покрајинским и општинским уговорима, АрСиЕмПи обезбеђује полицију на првој линији у свим областима, ван Онтарија и Квебека, које немају успостављене локалне полицијске снаге. Постоје одреди смештени у малим селима на крајњем северу, удаљеним резерватима Првих нација и руралним градовима, али и већим градовима попут Сарија, Британска Колумбија (580.360 становника). Тамо јединице за подршку вршиле истрагу за сопствене одреде, као и за мање снаге општинске полиције. Истраге обухватају велике злочине, убиства, форензичку идентификацију, судску форензику судара, полицијске псе, тимове за хитне случајеве, уклањање експлозива и тајне операције. У оквиру свог огранка Националне полицијске службе, АрСиЕмПи подржава све полицијске снаге у Канади преко Информативног центра канадске полиције, Криминалистичке обавештајне службе Канаде, Службе за форензичке науке и идентификацију, Канадског програма ватреног оружја и Канадског полицијског колеџа.

## Историја

### Оснивање
Након што је Канада купила Рупертову земљу и северозападну територију од компаније Хадсон Беј 1870. године, премијер Џон А. Макдоналд је почео да планира сталне снаге за патролирање том територијом. Извештаји војних официра који су прегледали територију довели су до препоруке да би коњске снаге од 100 до 150 коњаника могли да одржавају ред и закон. Премијер је прво најавио те снаге као „Северозападне пушке”. Макдоналд је добио инспирацију за стварање снага од Краљевске ирске полиције (РИЦ), квази-војне полиције Ирске од 1822. до 1922. године.

Снаге су преименоване у Северозападна коњичка полиција  (NWMP) када су формиране 1873. године, након усвајања Закона о коњичкој полицији у Парламенту. Kоњичка полиција је основала канадска влада да би одржала ред у новостеченим северозападним територијама, са много добровољаца из паравојних снага који су служили у Другом бурском рату. Многи регрути коњичкe полицијe били су ветерани РИК-а, а снаге регрутоване ван Канаде су биле „у великом броју“. Званичници у Сједињеним Државама изразили су забринутост да су оружане снаге дуж границе увод у гранично гомилање трупа.
Коњичка полиција је додала „краљевско” свом имену 1904. године, након што је добила титулу за војну службу у Другом бурском рату. Спојила се са полицијом Доминиона, главном полицијском снагом за све тачке источно од Манитобе, 1920. године и преименована је у „Краљевску канадску коњичку полицију“. Нова организација је била задужена за спровођење федералног закона у свим провинцијама и територијама и одмах је успоставила своју модерну улогу заштитника канадске националне безбедности, као и преузимање одговорности за националну контраобавештајну службу.
Као део своје националне безбедносне и обавештајне функције, Коњичка полиција се инфилтрирала у етничке и политичке групе које се сматрају опасним за Канаду. Ово је укључивало Комунистичку партију Канаде, али и низ староседелачких, мањинских културних и националистичких група. Снаге су такође биле дубоко укључене у питања имиграције, а посебно у депортације осумњичених радикала. Посебно су били забринути за украјинске групе, како националистичке тако и социјалистичке. Кинеска заједница је такође била на мети због јаких веза са опијумским брлозима. Историчари процењују да је два процента кинеске заједнице депортовано између 1923. и 1932. године, углавном према одредбама Закона о опијуму и наркотицима.
Поред нових одговорности Коњичке полиције у обавештајним службама, недозвољених послова са дрогом и имиграцијом, снаге су такође помагале бројним другим савезним агенцијама у задацима као што је обезбеђивање похађања школе од стране индијанске деце, осмишљених да их асимилирају у доминантну канадску културу.
Године 1935, Коњичка полиција, је у сарадњи са полицијском службом Риџајне, се сукобола са незадовољним незапосленим протестантима који су кренули за Отаву и тиме изазивали побуну у Риџајни. У том сукобу су убијени један градски полицајац и један демонстрант. Пут демонстраната ка Отави, који је организован да скрене пажњу на услове у тада основаним државним камповима за помоћ, је овим сукобом заустављен, али је ипак имао политички одјек. Коњичка полиција је 1935. године имала четири полицајца убијена у Саскачевану и Алберти.
У периоду између два светска рата Коњичка полиција је ангажовала посебна одељења полицајаца да помогну у разбијању штрајкова. Кратко време у касним 1930-им, група добровољаца, Легија граничара, била је повезана са Коњичком полицијом. Многи чланови Коњичке полиције припадали су овој организацији, која је била спремна да служи као помоћна снага. У каснијим годинама, специјални полицајци су обављали дужности као што су чување аеродрома и у неким канадским провинцијама чување судских зграда.
Током 1932. године Коњичка полиција је абсорбовала и преузела  царинско-превентивне службе и одељење Државног прихода. Тиме су створени Одсек за маринце и Одсек за акцизе. Набавка шкуне Ст. Рок омогућила је прву ефикасну патролу канадском арктичком територијом. Био је то први брод који је пловио северозападним пролазом од запада ка истоку (1940–1942), први који је пловио кроз пролаз у једној сезони (од Халифакса до Ванкувера 1944), први који је пловио у било који смер кроз пролаз у једној сезони, и први који је опловио Северну Америку (1950).
Контраобавештајни рад пребачен је из Одељења за кривичне истраге Краљевскe канадске коњичке полиције у специјализовани обавештајни огранак, Службу безбедности Краљевскe канадске коњичке полиције, 1939. године.

### Послератни период
Њуфаундленд се придружио конфедерацији Канаде 1. априла 1949. када су се и Њуфаундлендски ренџери спојили са АрЕмСиПиом.
Након што је 1945. године совјетски шифврант, Игор Гузенко, пребегао и открио шпијунирање канадских служби на неколико нивоа, Служба безбедности АрСиЕмПиа је спровела мере да избаци „субверзивне“ елементе из јавног сектора.
У јуну 1953. године АрСиЕмПи је постао пуноправни члан Међународне организације криминалне полиције (Интерпол).
У Риџајни, Саскачеван, 4. јула 1973, краљица Елизабета II одобрила је нову значку за АрСиЕмПи. У знак захвалности АрСиЕмПи је послао краљици таписеријску слику значке са новим дизајном.

#### Служба безбедности АрСиЕмПи
Служба безбедности АрСиЕмПија је била специјализовани политички обавештајни и контраобавештајни огранак са одговорношћу за националну безбедност, замењена Канадском безбедносно-обавештајном службом (CSIS) 1984. године, након открића о илегалним тајним операцијама у вези са сепаратистичким покретом у Квебеку. КБОС (CSIS) није део АрСиЕмПија, већ је сопствени ентитет.
Крајем 1970-их, обелодањено је да су снаге Службе безбедности АрСиЕмПија током својих обавештајних дужности биле ангажоване на криминалним радњама као што су паљење штале и крађа докумената од сепаратистичке Парти Квебеква. То је довело до Краљевске истражне комисије о одређеним активностима АрСиЕмПиа, познатије као „Макдоналдова комисија“, назване по председавајућем судији, судији Дејвиду Каргилу Макдоналду. Комисија је препоручила да се обавештајне дужности ових снага уклоне у корист стварања посебне обавештајне агенције, Канадске безбедносно-обавештајне службе. АрСиЕмПи и ЦСИС (CSIS) и даље деле одговорност за неке активности спровођења закона у савременој ери, посебно у контексту борбе против тероризма.

### Модерна ера, проблеми
Године 1993, Специјални тим за хитне случајеве (СЕРТ) пребачен је у Канадске снаге (КФ), стварајући нову јединицу под називом Џоинт таск форс 2 (ЈТФ2). ЈТФ2 је наследио нешто опреме и бившу базу за обуку СЕРТ-а у близини Отаве.
Девети округ обалске страже Сједињених Држава и АрСиЕмПи започели су 2006. године, програм под називом „Шипрајдер“, у којем се 12 Маунтија из одреда АрСиЕмПија у Виндзору и 16 официра америчке обалске страже са станица у Мичигену да помажу и да се допуњују једни са другима у пловилима. Намера је била да се омогући неометано надгледање међународне границе.
Комесар АрСиЕмПија, Ђулијано Закардели, је 6. децембра 2006. поднео оставку пошто је признао да је његово раније сведочење о случају терориста Махер Арар било нетачно. Поступке АрСиЕмПија је испитала Комисија за истрагу о поступцима канадских званичника у вези са Махером Араром. Након афере Арар, истражна комисија је препоручила да АрСиЕмПи буде предмет већег надзора од стране одбора за ревизију који има капацитете за истрагу и размену информација. Након препорука истражне комисије, Харперова влада је предложила амандмане на Закон о АрСиЕмПију како би се створила Цивилна комисија за разматрање и жалбе.
Двојица полицајаца проглашена су кривима за лажно сведочење и осуђена на затворску казну због својих поступака у инциденту са тасером Роберта Дзиеканског 2007. у Ванкуверу.
АрСиЕмПи је 2007. године проглашен за „њузмејкера” године од стране „Канадијен преса”, значи да је имао највише утицаја на вести током године. АрСиЕмПи је 3. јуна 2013. преименовао свој „А“ одсек у Национални одсек и задужио га да се бави случајевима корупције „у земљи и у иностранству“. АрСиЕмПи такође има одељење за безбедност у авијацији. Оделење је било названо Скај Маршалс.

### Познати случајеви и губици
- Амерички пљачкаш дилижансих Бил Мајнер је био ухваћен од стране АрСиЕмПиа 1906. године.[29]
- Алберт Џонсон, познат као „Луди трапер са пацовске реке”, убијен је у пуцњави са АрСиЕмПиом 1932. године.[29]
- Службеници АрСиЕмПија у Саскачевану ухапсили су починиоца убистава у Шел Лејку,Виктора Ернеста Хофмана, 1967. године.
- Анархистичке милитанте познате као Скамиш Фајв, АрСиЕмПи је ухапсила 1983. године.
- Осумњичени возач извиђачког возила који је учествовао у бомбашком нападу на куле Кобар 1996. године, побегао је у Канаду где га је АрСиЕмПи ухапсио у зиму 1997. и изручио га Сједињеним Државама.
- Четири официра АрСиЕмПија су убијена током операције у Алберти у марту 2005. године. Мејеторпска трагедија била је догађај где се догодило вишеструко убиство официра АрСиЕмПија. Друго вишеструко убиство где су убијена 3 официра, било је у Камлупсу у Британској Колумбији изведено од стране ментално оболелог нападача у јуну 1962. године. Пре тога, АрСиЕмПи није имао такве губитке још од „северозападне побуне” из 1885. године.[30]
- У јулу 2007, двојица полицајаца АрСиЕмПија су упуцана и подлегла су повредама у инциденту Спиритвуд у близини Милдреда, Саскачеван.
- Три официра АрСиЕмПија су убијена током пуцњаве у Монктону у Њу Брансвику у јуну 2014. године.[31]
- Починиоца пуцњаве 2014. на Парламент Хилу у Отави пуцано је и убијен је на лицу места од стране АрСиЕмПија.
- Полицајка АрСиЕмПија, Хајди Стивенсон, убијена је док је одговарала на масовну пуцњаву у којој је погинуло више од 20 људи у Новој Шкотској у априлу 2020. године.

## Историја униформе АрСиЕмПија
АрСиЕмПи је познат по својој препознатљивој униформи, или „наредби за ревизију“, популарно познатом као „Црвени Серџ“ (Red Serge). Има гримизну тунику са високим оковратником, поноћно плаве панталоне са жутим пругама на ногама, „појас Сем Брауна” са белим траком за оружје, чизме за јахање боје воловске крви (могуће са мамузама), смеђи филцани шешир (широки, равни обод) са карактеристичним „Монтана набором“ , и браон рукавице (са браон кожним рукавицама за коњанике). Чланови носе ову униформу током „Музичке вожње”, коњичке вежбе у којој чланови са коњем показују своје вештине јахања и руковања коњичким копљем. На регуларним дужностима, АрСиЕмПи користи стандардну полицијску опрему и униформе. АрСиЕмПи данас користи коње за церемонијалне потребе као што је пратња отворених кочија генералног гувернера до уласка у парламент.

### Туника
Туника Ред Серџ која је идентификовала НВМП (NWMP), а касније РНВМП (RNWMP) и АрСиЕмПи, је стандардни британски војни образац. У оригиналној верзији, ношена од 1873. до 1876. године, била је заснована на цивилној Норфолк јакни. Првобитно опремљен из складишта милиције, АрСиЕмПи је касније усвојио стандардни стил који је наглашавао британско наслеђе снага и разликовао га од плавих америчких војних униформи. Године 1904. тамноплаве нараменице и крагне замениле су скерлетне облоге униформе када је краљ Едвард VII доделио војним снагама статус „краљевских“ за њихову службу у Другом бурском рату. Особље АрСиЕмПија са чином испод инспектора данас носи плаве „горгет” ознаке на крагни, док официри од инспектора до комесара носе чврсте плаве крагне и плаве манжетне са шиљастим рукавима.
Чланови су некада носили беле напртњаче на врху ове јакне и беле рукавице које су биле у контрасту са црвеном туником. Модерна униформа замењује ове ствари које се лако прљају смеђим кожним рукавицама за јахање и торбицама за ношење на каишу.

### Шешир
Иако је одред Северозападне коњичке полиције на Дијамантском јубилеју краљице Викторије носио шешир кампање, то је постало званично тек од 1904. године.
Кампањски шешир је филцани или сламнати шешир са широким ободом, са високом круном, симетрично стегнутом на четири угла („круна Монтана”).
Шешир се најчешће носи као део униформе од стране институција као што су АрСиЕмПи, Војска Новог Зеланда, Парк Ренџерси Сједињених Држава и извиђачи. АрСиЕмПи га је усвојио тек око 1904. Првобитни су носили бели шлем британске спољне службе, такође познат као шлем са језгром. Ово је био непрактичан избор за канадски запад и чланови АрСиЕмПија су носили шешир типа Стетсон у патроли и око кампа. Сем Стил је заслужан за увођење шешира Стетсоновог типа, а када је напустио коњичку полицију, његова јединица је усвојила Стетсон. Током зиме, чланови су носили канадску војну крзнену капу или бусби, (енглески назив за мађарску шубару, csákó или kucsma).

### Панталоне
Северозападна коњичка полиција је носила бледе мркожуте или сиве панталоне све док није усвојила тамноплаве панталоне са жуто-златним каишевима (пругама) 1876. године. Чланови су често размењивали опрему са коњичким јединицама САД, и док неки верују да је то био извор панталона, Коњичка полиција је разматрала усвајање плавих панталона са белим каишем. Тамноплава са жуто-златним каишевима је традиција британске коњице, а већина униформи коњичких (касније оклопних) пукова има жуте пруге.

### Чизме
Црне чизме за јахање су промењене у модеран браон стил који се зове "Страткона чизме" или неформално као „високе браонке”, а оригинални појасеви су промењени у смеђи тип, знаног „Сем Браун”. Смеђа боја чизама и каиша које АрСиЕмПи носи са „Ред Серџом” потичу од чланова који су наносили слојеве лака, често током вежби у Депо дивизији.

### Мамузе
Оригиналне мамузе АрСиЕмПија, познате као „мамузе са дугом дршком“, биле су направљене од чврстог никла. Њихови власници су повремено имали угравиран број свог пука на унутрашњој страни мамуза, а неки су заменили ровел америчким бивољим никлом (метални новац од 5 центи) како би употпунили ознаку Коњичког полицајца и избегли употребу канадског новчића. АрСиЕмПи је последњи пут употребио „мамузе са дугом дршком“ 1968. године.

### Пиштољи и ножеви
Бочно оружје је сада стандардно, али се у раним годинама користило нестандардно оружје у зависности од тога шта је коме било више прихватљиво.

### Оперативна униформа
Оперативна униформа Коњичке полиције је сива кошуља, тамноплаве панталоне са златним тракама, обичне патролне чизме које се зову „глежњаче”, редовна дежурна опрема и обична полицијска капа. Припадници на оперативним дужностима носе плаву Гор-Тек (вишеслојну) јакну са отвореним овратником (патролну јакну), док мајори и поједини подофицири укључени у обуку регрута или односе са медијима носе тамноплаву јакну (плави серџ). У зависности од дужности, официри носе беле кошуље и патролну јакну или плави серџ. Током лета, официри носе кошуљу кратких рукава. Зимска опрема има додатак кошуљу дугих рукава. Кравата се носи повремено за догађаје као што је сведочење на суду. По хладнијем времену, чланови могу да носе теже чизме, зимске капуте (олуја) и капу од крзна музгата или вунену капу.
Године 1990. Балтеј Синг Дилон је постао први сик припадник АрСиЕмПија коме је било дозвољено да носи турбан уместо традиционалног Стетсона. Дана 15. марта, савезна влада је, упркос протестима, одлучила да ће дозволити Сикима да носе своја верске турбане док су на дужности као официри АрСиЕмПија, што је до тада била пракса за припаднике Сика у канадским снагама.

### Признања
Монарх додељује медаљу за дугу службу Краљевске канадске коњичке полиције члановима који су навршили 20 година службе. По једна копча се додељује за сваких узастопних 5 година све до напуњених 40 година. Чланови такође добијају звездицу на службену значку за сваких пет година службе, која се носи на левом рукаву. Постоје специјалистичке ознаке за позиције као што су инструктор прве помоћи и водич за псе, а пилотска крила носе авијатичари. Значке стрелца за стручност у гађању пиштољем или пушком се додељују у два разреда.